# Florian Gaul

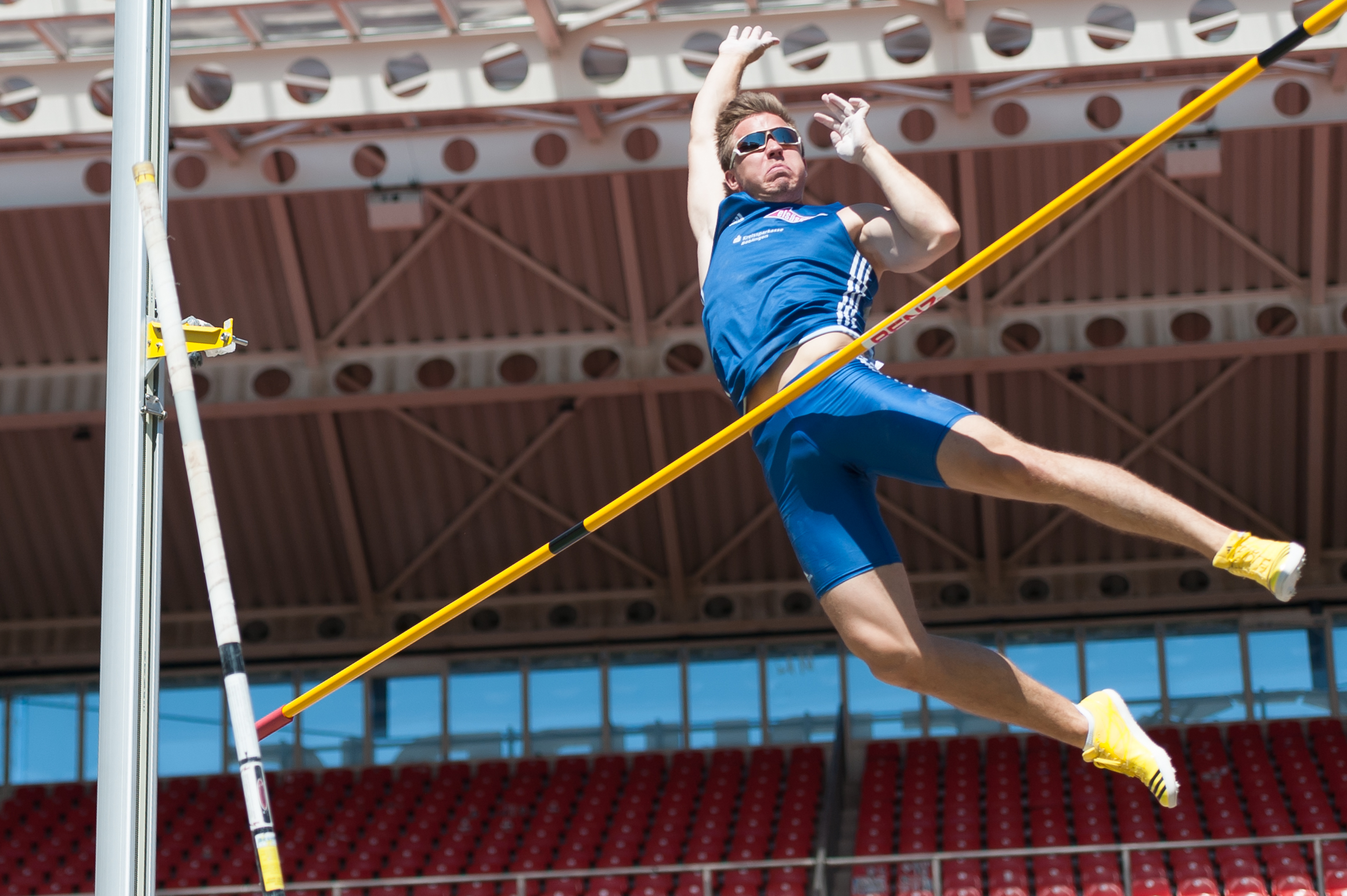
Gaul bei den Deutschen Meisterschaften 2015

Florian Gaul (* 21. September 1991 in Stuttgart, Baden-Württemberg) ist ein ehemaliger deutscher Stabhochspringer.

## Berufsweg
2010 machte Gaul Abitur und anschließend Zivildienst beim Olympiastützpunkt Stuttgart. Florian Gaul ist Student der Luft- und Raumfahrttechnik.

## Sportliche Laufbahn
Gaul gehörte schon als Jugendlicher zu den besten deutschen Stabhochspringern seiner Altersklasse. Bei den deutschen Jugendmeisterschaften 2008 belegte er in der Altersklasse U18 den 2. Platz. 2010 gewann er in der Altersgruppe U20 seinen ersten deutschen Meistertitel. In den Folgejahren blieb er im Juniorenbereich (U23) ebenfalls einer der herausragenden Stabhochspringer Deutschlands: 2011 erreichte er den 3. Platz, 2012 wurde er Juniorenmeister, 2013 Zweiter.
Infolgedessen wurde er zweimal für die U23-Europameisterschaften nominiert. 2011 in Ostrava schied er mit einer übersprungenen Höhe von 4,80 m in der Qualifikation aus, 2013 in Tampere wurde er mit 5,30 m Neunter.
Bei den deutschen Meisterschaften der Erwachsenen belegte er seit 2013 immer einen Platz unter den ersten Acht, gehörte bis 2016 aber noch nie zu den besten drei Stabhochspringern. Dies schaffte er bislang nur in der Halle, als er 2014 mit 5,50 m Vizemeister wurde.
Im Jahr 2016 hatte er trotz neuer Bestleistungen Pech: Die geforderten Qualifikationshöhen sowohl für die Europameisterschaften als auch für die Olympischen Spiele sprang er jeweils wenige Tage nach Nominierungsende.
2017 wurde Gaul Deutscher Hallen-Vizemeister. Bei den Halleneuropameisterschaften in Belgrad brach ihm beim Einspringen der Stab, und er konnte wegen zu starker Schmerzen in der Hand und im Knie nicht mitspringen. Bei den Deutschen Meisterschaften kam er mit 5,30 m auf den 7. Platz.
2019 erreichte Gaul bei den Deutschen Hallenmeisterschaften mit 5,20 m Rang fünf. Im Laufe des Jahres beendete er seine sportliche Karriere.
Florian Gaul hatte bei einer Größe von 1,82 m ein Wettkampfgewicht von 78 kg.

## Vereinszugehörigkeit
Gaul startete bis 2010 für die LG Leinfelden-Echterdingen, seit 2011 für den VfL Sindelfingen.

## Bestleistungen
- Freiluft: 5,77 m, Rottach-Egern, 16. Juli 2016
- Halle: 5,60 m, Chemnitz, 20. Februar 2016